# 101 Nacht – Die Träume des M. Cinéma
101 Nacht – Die Träume des M. Cinéma, auch bekannt als Hundert und eine Nacht (Originaltitel: Les Cent et Une Nuits de Simon Cinéma), ist eine starbesetzte, französische Filmkomödie von Agnès Varda aus dem Jahr 1995.

## Handlung
Monsieur Cinéma, ein kauziger alter Herr und eine Legende der Filmgeschichte, will zu seinem hundertsten Geburtstag nicht weniger als die komplette Geschichte des Kinos vor seinem inneren Auge Revue passieren lassen. Um seinem schwindenden Gedächtnis auf die Sprünge zu helfen, engagiert er Camille, eine junge Filmstudentin, die ihn täglich besuchen und Episoden aus der Filmgeschichte erzählen soll. Camille willigt angesichts des respektablen Lohns, den sie erhalten soll, ein und wird von Monsieur Cinéma in eine Welt entführt, der sie sich schon nach kurzer Zeit nicht mehr entziehen kann. Nicht nur, dass Marcello Mastroianni immer wieder mal auf eine Partie Schach vorbeikommt, auch Gérard Depardieu, Jean-Paul Belmondo, Alain Delon, Hanna Schygulla, Jeanne Moreau, Catherine Deneuve, Robert De Niro und viele andere Stars schauen ab und an vorbei.
Fasziniert erzählt Camille ihrem Freund Mica, einem angehenden Regisseur, von ihrer neuen Arbeit. Mica wittert sofort die Chance, dem alten Herrn Geld für seine erste eigene Filmproduktion aus der Tasche zu ziehen. Zu diesem Zweck soll ein Bekannter Monsieur Cinémas Urenkel Vincent spielen, der vor Jahren nach Indien ging. Der Freund soll als Vincent das Erbe einstreichen und dann das Geld mit Camille und Mica teilen. „Vincent“ willigt schließlich ein und Monsieur Cinéma glaubt tatsächlich seinen verloren geglaubten und einzigen Nachkommen wiederzusehen.
Als jedoch ein Elizabeth-Taylor-Double Monsieur Cinéma dazu bewegt, sein Erbe ihrer Aids-Stiftung zukommen zu lassen, platzt Micas Plan. Daraufhin reist Camille mit Monsieur Cinéma zum Filmfestival von Cannes und anschließend nach Hollywood, wo Monsieur Cinéma euphorisch gefeiert wird.

## Hintergrund
101 Nacht – Die Träume des M. Cinéma wurde von der französischen Regisseurin Agnès Varda als Hommage zum hundertsten Geburtstag des Kinos mit Gastauftritten vieler Stars des europäischen und US-amerikanischen Kinos inszeniert. In Deutschland wurde der Film erstmals im Februar 1995 auf der Berlinale gezeigt. Am 14. September 1995 kam er in die deutschen Kinos.

## Kritiken
„Ein Film wie eine Wunderkerze, der durch den Zitaten- und Anspielungsberg bei allem Reiz die Fantasie des Betrachters zu ersticken droht“, befand das Lexikon des internationalen Films. Die Fernsehzeitschrift Prisma bezeichnete den Film als „eigenwillige Hommage zum 100. Geburtstag des Kinos“. Die Regisseurin Agnès Varda gebe dem Zuschauer damit „einen sehr persönlichen, aber überaus humorvollen und ironischen Einblick in die Filmhistorie“ und werde dabei unterstützt von einer Besetzung, die sich aus fast allem, „was im internationalen Filmgeschäft Rang und Namen hat“, zusammensetze.

## Auszeichnungen
101 Nacht – Die Träume des M. Cinéma nahm am Wettbewerb um den Goldenen Bären auf der Berlinale 1995 teil, unterlag jedoch Bertrand Taverniers Der Lockvogel.

## Deutsche Fassung
Die deutsche Synchronfassung entstand 1995.
| Rolle                   | Darsteller           | Synchronsprecher      |
| ----------------------- | -------------------- | --------------------- |
| Simon Cinéma            | Michel Piccoli       | Gert Günther Hoffmann |
| der italienische Freund | Marcello Mastroianni | Wolfgang Hess         |
| Butler                  | Henri Garcin         | Horst Sachtleben      |
| Star der Nacht          | Fanny Ardant         | Viktoria Brams        |
| Professor Bébel         | Jean-Paul Belmondo   | Peer Schmidt          |
| Touristenführer         | Jean-Claude Brialy   | Reinhard Glemnitz     |
| Alain Delon             | Alain Delon          | Norbert Langer        |
| fantastischer Star      | Catherine Deneuve    | Helga Trümper         |
| Ehemann                 | Robert De Niro       | Christian Brückner    |
| Gérard Depardieu        | Gérard Depardieu     | Manfred Lehmann       |
| erste Frau von Cinéma   | Jeanne Moreau        | Rosemarie Fendel      |